# Aqqalu Jerimiassen
Aqqalu Clasen Jerimiassen, född 24 juli 1986 i Ilulissat i Grönland, är en grönländsk politiker och partiledare för partiet Atassut.
Jerimiassen valde att resa utomlands efter grundskolan för att studera i Dublin i Irland. Han ställde upp till landstingsvalet som nittonåring år 2005 och fick 16 personliga röster. Han ställde upp igen år 2014 men blev inte vald.
Vid kommunalvalet år 2017 fick han 530 personliga röster och valdes in i kommunstyrelsen i Avannaata.
Han valdes in i landstinget år 2018 med 320 personliga röster och utnämndes till handels- och energiminister i Kim Kielsens regering.
Vid landstingsvalet år 2025 fick Jerimiassen 1 083 personlige röster och ett av Atassuts två mandat.